# Albatrellus ovinus
Polypore des brebis
Espèce
Le Polypore des brebis (Albatrellus ovinus) est un champignon basidiomycète de la famille des Albatrellaceae. L'intérieur de son chapeau est couvert de pores minuscules, ce qui a conduit à le classer parmi les polypores, mais contrairement à ce groupe, il ne pousse sur le bois mais au sol. C'est un champignon tout blanc, souvent confluent (comme un « troupeau de brebis »), qui a la particularité de se colorer en jaune lorsqu'on le touche. Il apparaît au pied des conifères, surtout des épinettes, principalement dans les forêts boréales. C'est un comestible assez apprécié, qui contient plusieurs composés bioactifs à potentiel médicinal encore à l'étude.

## Taxinomie

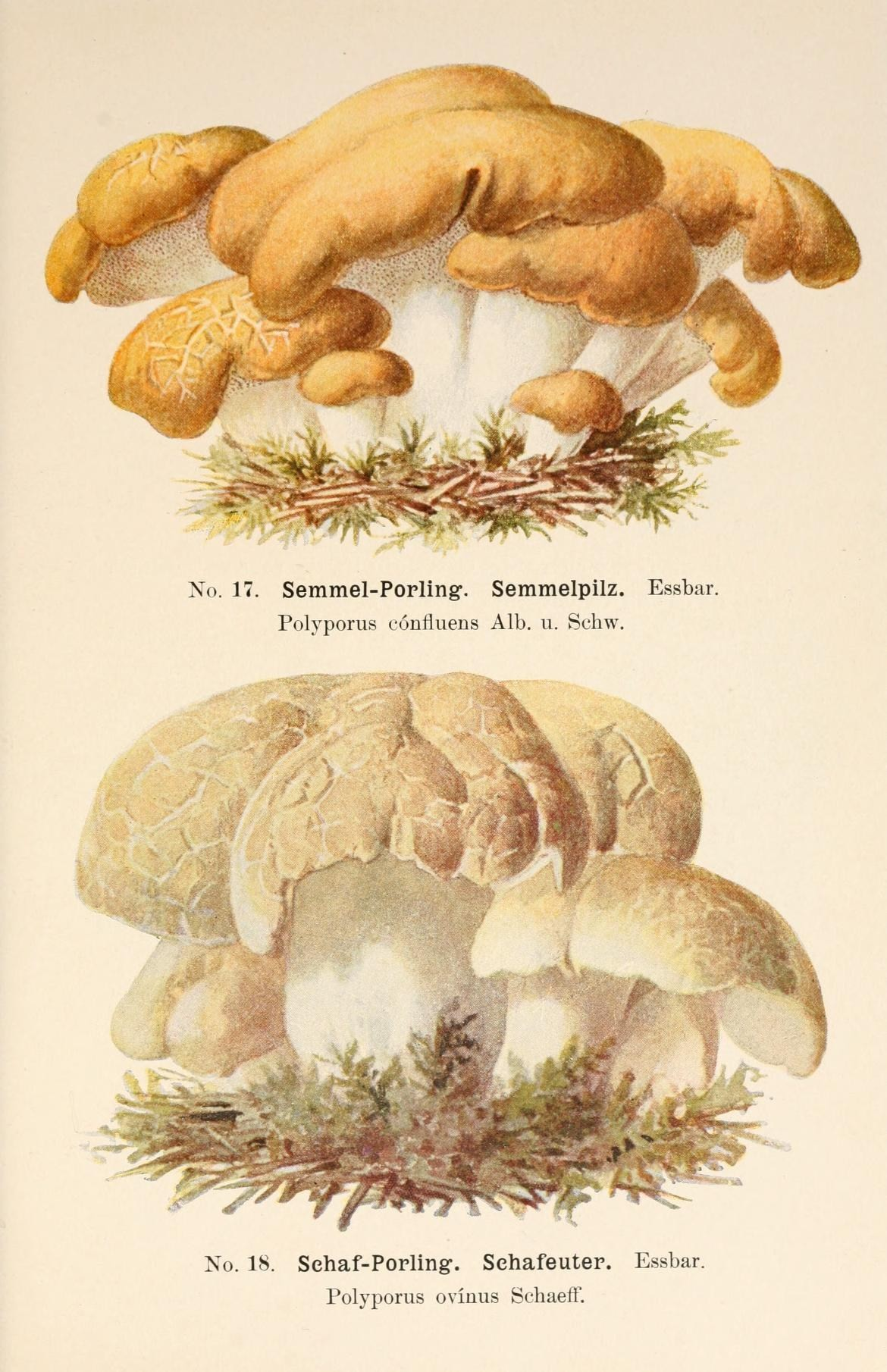
Illustration de 1896 du Polypore confluent (haut, chapeau orangé) et du Polypore des brebis (bas).

En raison de ses tubes, l'espèce est initialement classée parmi les bolets. C'est le botaniste allemand Jacob Christian Schäffer qui en fait la première description en 1774 sous le nom de Boletus ovinus. D'autres mycologues le citent ensuite sous d'autres noms : Boletus crispus (Batsch, 1783), Boletus fragilis (J. F. Gmelin, 1792) ou Boletus albidus (Persoon, 1801). En 1821, Elias Magnus Fries le transfère dans le genre Polyporus. La même année, Samuel Frederick Gray crée le genre Albatrellus en prenant le champignon décrit par Persoon comme espèce type : Albatrellus albidus. La nomenclature actuelle est établie en 1957 par les mycologues tchèques František Kotlaba et Zdenek Pouzaret admet comme basionyme l'espèce initialement décrite par Schäffer .

## Description
Le chapeau, qui mesure entre 4 et 15 cm de diamètre, est réniforme à irrégulier. Il est convexe ou étalé, glabre ou un peu velouté, et complétement blanc lorsque le champignon est jeune. Avec l'âge, il devient écailleux, tan ou chamois à grisâtre pâle, et ses meurtrissures se teintent de jaune verdâtre à olivacé pâle. La marge est enroulée au début, puis étalée et mince, concolore au chapeau. Les tubes sont très décurrents, avec des pores ronds et blanchâtres, et ne se détachent pas de la chair. La sporée est blanche. Le stipe mesure entre 3 et 7 cm de long pour 1 à 3 cm d'épaisseur. Il est souvent latéral et irrégulier, lisse ou finement tomenteux.  Il a une couleur crème, puis jaunâtre à brunâtre, et teintée d'orangé vers la base. La chair est épaisse et blanche, à odeur et saveur agréables. Le champignon prend une teinte jaune citrin au froissement, à la coupe et à la cuisson.

### Espèces proches

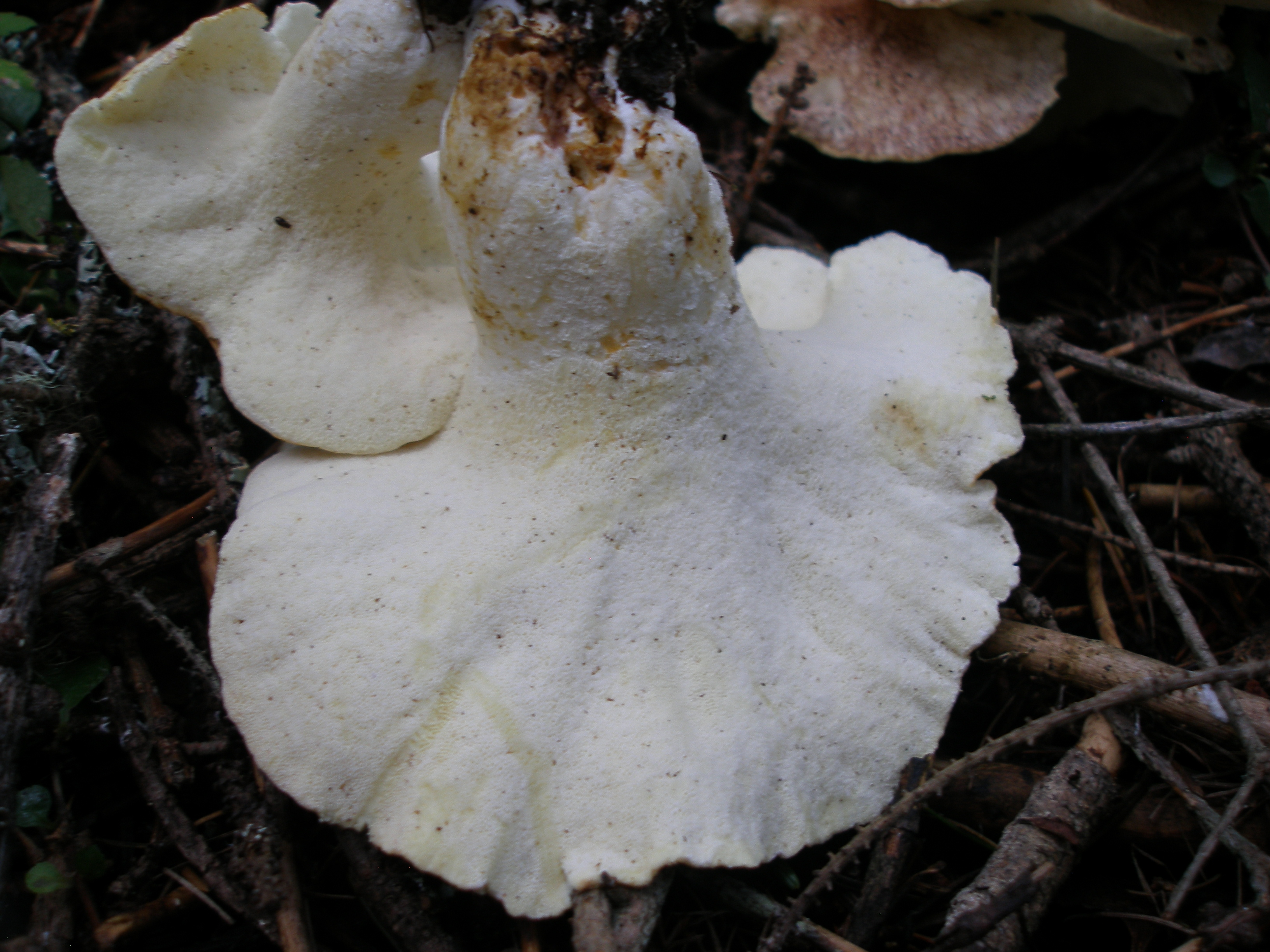
Gros plan sur les pores minuscules d'un jeune spécimen récolté au Montana.

Le Polypore des brebis peut être facilement confondu avec le Polypore confluent (Albatrellus confluens), qui se différencie par ses teintes orangé pâle et qui ne jaunit pas, et le Polypore rougissant (Albatrellus subrubescens (en)), qui a une saveur douce-amère et devient orangé au froissement. Le premier est comestible, alors que le second est modérément toxique. Ces polypores se distinguent des bolets par leurs tubes qui ne se séparent pas facilement du chapeau.

## Écologie et distribution
C'est une espèce mycorhizienne qui pousse sur le sol des forêts de conifères d'altitude ou des zones boréales. Elle est surtout associée au genre Picea (épicéa ou épinette) en Amérique du Nord, parfois avec Pinus en Europe. C'est un champignon à croissance grégaire et plusieurs spécimens sont souvent réunis par le pied ou le chapeau. Il fructifie d'août à octobre.

## Comestibilité

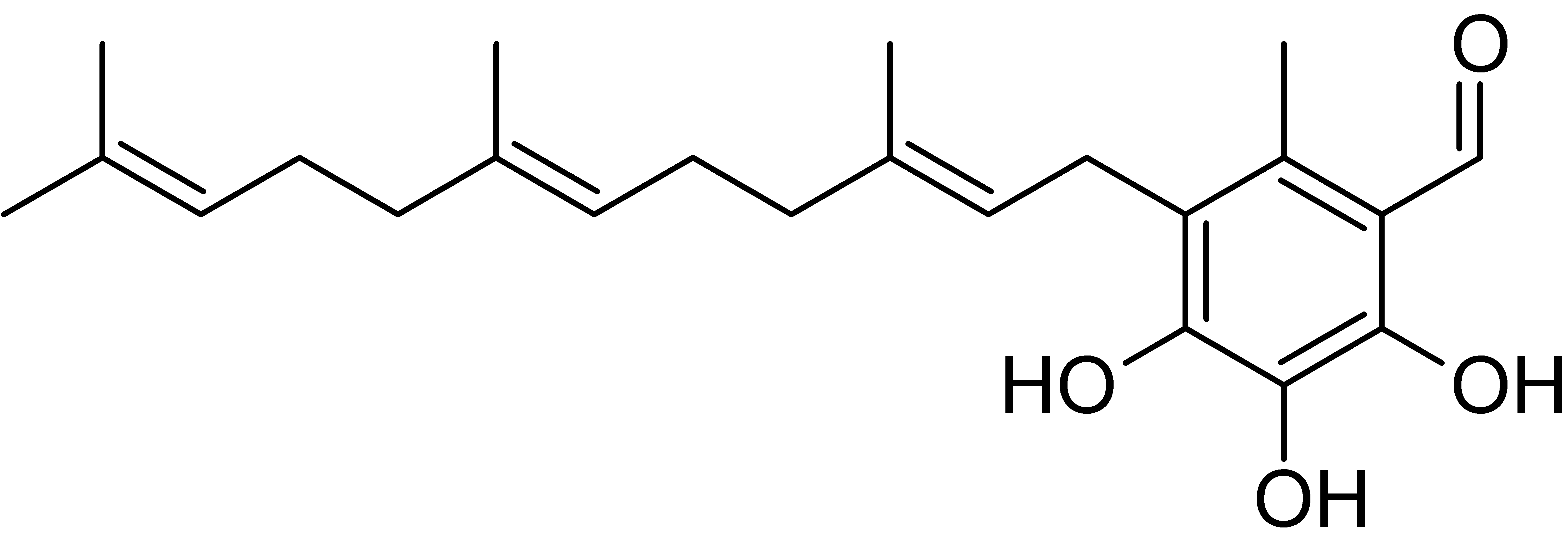
Structure du scutigeral.

Le Polypore des brebis est un champignon comestible, jugé excellent par certains auteurs. Lorsqu'il est jeune, il offre une texture assez tendre et un léger parfum d'amande, bien que la chair devienne un peu gluante à la cuisson. Avec l'âge, il devient coriace et un peu amer, et doit être blanchi pour être consommé. Aucun cas d'empoisonnement le mettant en cause n'a été reporté. 
L'espèce contient des phénols, notamment la grifoline (en) et le scutigeral, qui ont montré in vitro une affinité pour les récepteurs dopaminergiques du système nerveux central, un effet inhibiteur sur diverses lignées cellulaires cancereuses, ainsi qu'une activité anti-inflammatoire, antioxydante et antibactérienne. Les effets, bénéfiques ou non, de ces composés chez les individus consommant le champignon n'ont cependant pas été évalués.